# Campanet
Campanet è un comune spagnolo di 2 602 abitanti situato nella comunità autonoma delle Baleari.